# Raivo Nõmmik
Raivo Nõmmik (* 11. Februar 1977) ist ein estnischer ehemaliger Fußballspieler.
Nõmmik spielte unter anderen für Tulevik Viljandi, FC Kuressaare und Kalev Tallinn. Auch für die Nationalmannschaft Estlands bestritt er 17 Länderspiele. Sein Debüt gab er dabei am 20. Mai 1995 gegen Litauen im Baltic Cup 1995.